# Europska udruga arheologa
Europska udruga arheologa je profesionalna arheološka organizacija utemeljena 1994. Od 1999. godine priznaje ju Vijeće Europe i daje joj "konzultativni status".
Glavni ciljevi Udruge su:
- promidžba razvoja arheološkog istraživanja i razmjena informacija vezanih za arheologiju u Europi,
- promidžba upravljanja i interpretacije europske arheološke baštine,
- promidžba odgovarajućih etičkih i znanstvenih standarda u arheološkom radu,
- promidžba interesa profesionalnih arheologa u Europi i
- promidžba suradnje s drugim organizacijama sa sličnim ciljevima[1]

Udruga izdaje časopis European Journal of Archaeology, što uključuje i weblog koji je otvoren javnosti.

## Vanjske poveznice
- Europska udruga arheologa službena web stranica
- European Journal of Archaeology potrebna pretplata
- Weblog  Arhivirana inačica izvorne stranice od 28. kolovoza 2010. (Wayback Machine) otvoren pristup